# エニセイSTM
エニセイSTM(Enisei-STM)は、ロシア・クラスノヤルスクに本拠地を置くラグビーユニオンクラブである。本拠地はアバンギャルドスタジアム及びセントラル・スタジアム。ロシアン・ラグビー・チャンピオンシップに所属。

## 歴史
1975年、創設。
2021年、ラグビー・ヨーロッパ・スーパーカップに参戦。

## タイトル
- ロシアン・ラグビー・チャンピオンシップ
  - 優勝 11回 (1999年, 2002年, 2005年, 2011年, 2012年, 2014年, 2016年, 2017年, 2018年, 2019年, 2020-2021)
- ヨーロピアン・ラグビー・コンティネンタルシールド
  - 優勝 2回 (2016-17, 2017-18)

## スコッド
- アザマト・ビティエフ(ロシア代表)
- エフゲニー・エルギン(ロシア代表)
- ラミーリ・ガイシン(ロシア代表)
- ドミトリー・ゲラシモフ(ロシア代表)
- デニス・シンプリケヴィッチ(ロシア代表)

## 歴代所属選手
- タギール・ガジエフ(ロシア代表)
- ジェイク・グレイ(サモア代表)
- ユーリ・クシュナレフ(ロシア代表)
- ヴァレリー・モロゾフ(ロシア代表)
- ミヘイル・ガチェチラドゼ(ジョージア代表)
- シャルヴァ・マムカシヴィリ(ジョージア代表)
- ダヴィト・カチャラヴァ(ジョージア代表)
- ドミトリー・アリップ(モルドバ代表)